# نانسي ساليس كاش
نانسي ساليس كاش (بالإنجليزية: Nancy Sales Cash)‏ (28 مارس 1940)؛ صحفية وروائية أمريكية. درست في جامعة ولاية كارولينا الشمالية في تشابل هيل.